# Jean-Pierre Truqui
Jean-Pierre Truqui est un footballeur français né le 7 juillet 1956 à Cannes (Alpes-Maritimes). 
Ce milieu de terrain a été formé à l'Olympique de Marseille et a joué 72 matches et marqué 3 buts en championnat de division 1, avec ce club.

## Carrière de joueur
- 1974-1975 :  INF Vichy
- 1975-1981 :  Olympique de Marseille
- janv. 1979-1979 : →  AS Angoulême (prêt)
- 1981-1982 :  SR Saint-Dié (Division 2)
- 1982-1983 :  US Valenciennes Anzin (Division 2)[1]